# Josef Klíma (basket-ball, 1911)
Pour les articles homonymes, voir Josef Klíma (basket-ball, 1950).
Josef Klíma, né le 3 juin 1911 à Carlsbad, en royaume de Bohême et décédé le 16 février 2007, est un ancien joueur tchécoslovaque de basket-ball. Il est le père de Josef Klíma.

## Palmarès
- 3e du championnat d'Europe 1935